# Motor de pistones opuestos

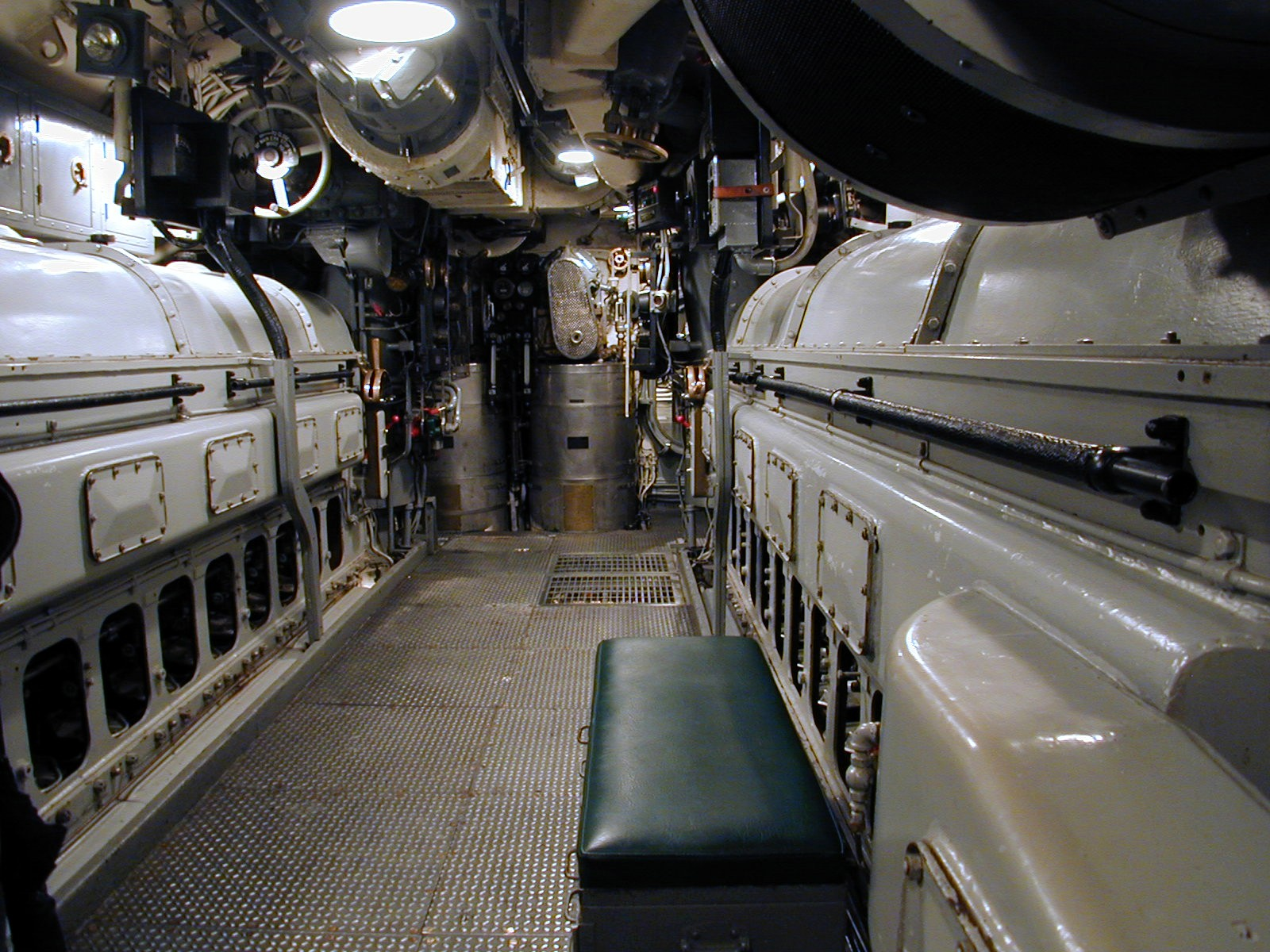
Motores diésel Fairbanks Morse 38 8-1/8 de pistones opuestos en el submarino USS Pampanito (SS-383)

Un motor de pistones opuestos es un propulsor de combustión interna y movimiento alternativo, en el que cada cilindro tiene dos pistones (uno en cada extremo) y carece de una culata.

## Primeros motores de pistones opuestos

Animación de una máquina diferencial de Atkinson

En 1882, James Atkinson desarrolló el ciclo Atkinson, una variante del ciclo Otto de cuatro tiempos. La primera aplicación de este principio fue un motor de pistones opuestos, la máquina diferencial de Atkinson.
Se sabe que los motores de pistones opuestos de dos tiempos fueron fabricados por Oechelhäuser ya en 1898, cuando se instaló un motor de gasolina de dos tiempos y 600 CV en la fundición de Hoerde. Estos motores fueron fabricados por Deutsche Kraftgas Gesellschaft desde 1899, y por otras compañías bajo licencia incluyendo a William Beardmore & Sons Ltd en el Reino Unido.
Las versiones más pequeñas de motores de pistones opuestos aptos para vehículos de motor probablemente comenzaron de la mano de la compañía francesa Gobron-Brillié alrededor de 1900. En abril de 1904, un automóvil Gobron-Brillié conducido por Louis Rigolly y propulsado por un motor de pistón opuesto fue el primer automóvil que superó los 150 km/h con una "Velocidad récord mundial" de 152,5 km/h y el 17 de julio, otra vez pilotado por Rigolly, fue el primero en superar las 100 millas por hora en el kilómetro lanzado.
El primer motor diésel con pistones opuestos fue un prototipo construido en la planta de Kolomna en Rusia. El diseñador, Raymond A. Koreyvo, patentó el motor en Francia, el 6 de noviembre de 1907, y luego lo mostró en exhibiciones internacionales. Después de estas demostraciones, otras compañías produjeron motores similares. Koreyvo presentó una demanda contra estas compañías que fue rechazada por la planta de Kolomna, ya que el director gerente no quería disputas con extranjeros influyentes. En la URSS, el motor de pistones opuestos se usó solo después de las reuniones con los fabricantes de aviones alemanes Junkers, en relación con el motor diésel de pistón opuesto Jumo 205. En la URSS, los motores diésel para locomotoras adaptaron los diseños de la compañía estadounidense Fairbanks-Morse. Estos motores también se usaron en barcos militares, establecidos en virtud de los acuerdos de Lend-Lease en la Segunda Guerra Mundial.

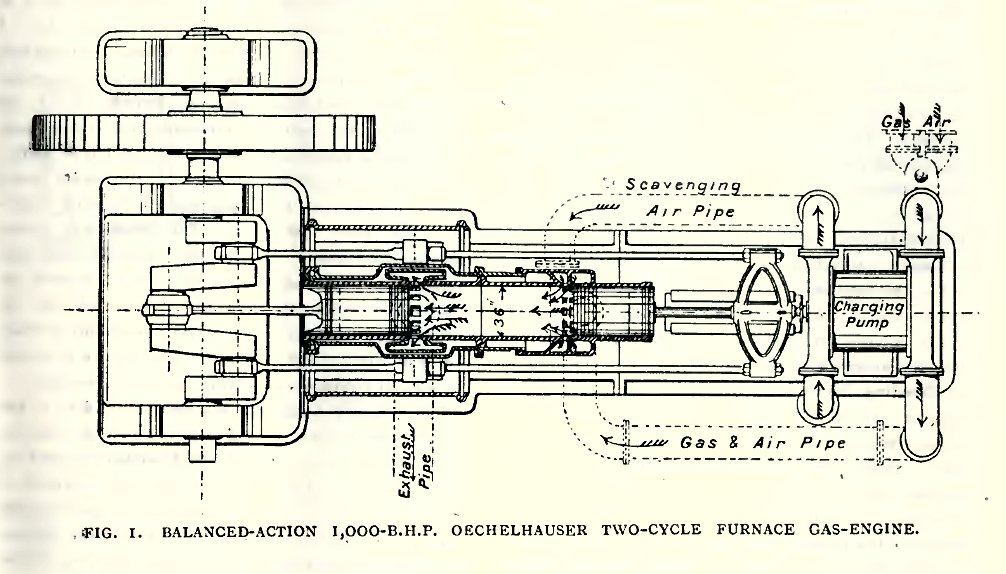
Motor de Gas Oechelhäuser
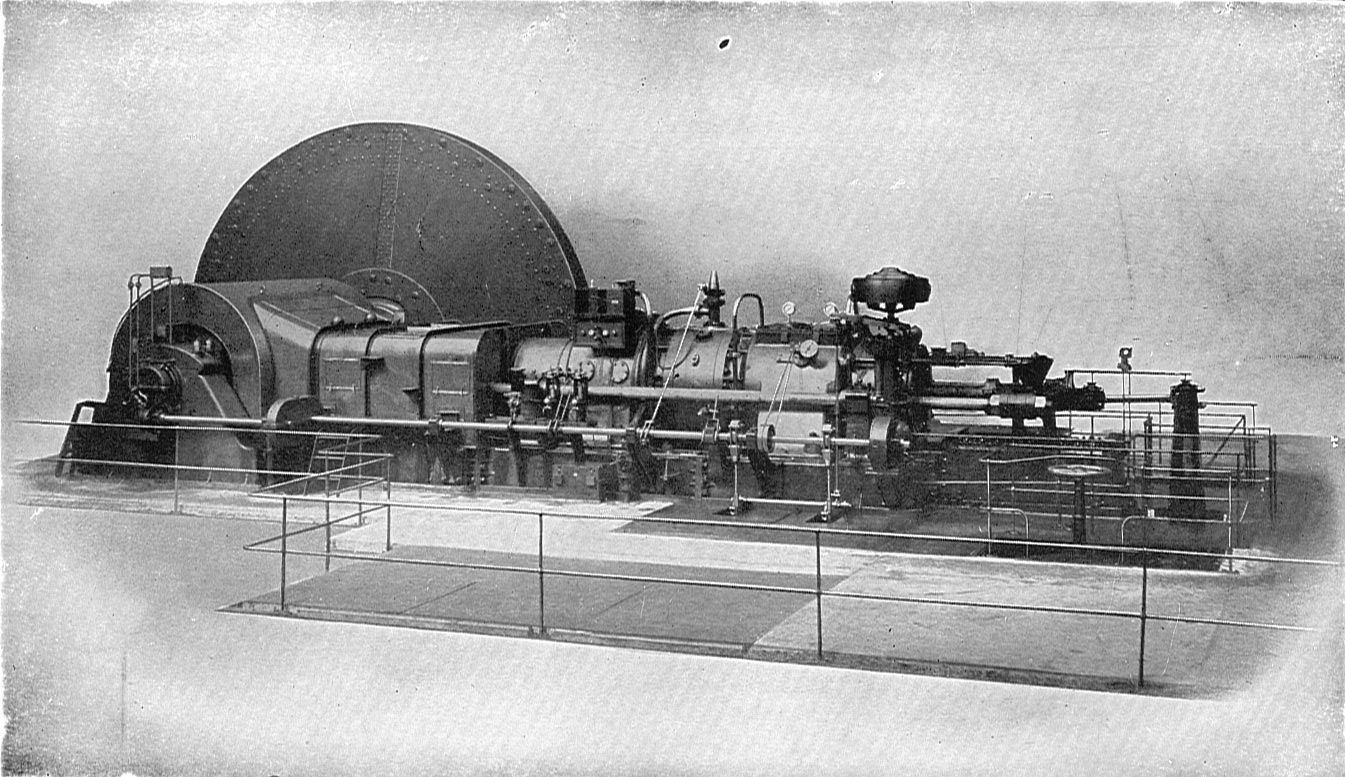
Versión Beardmore del motor Oechelhäuser
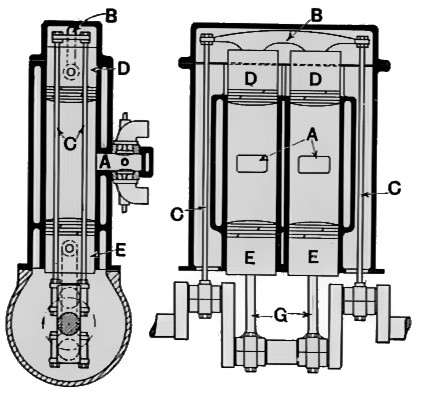
Motor de pistones opuestos Gobron-Brillié, con balancín superior, hacia 1900

## Ventajas e inconvenientes
Como se ilustra en el historial de diseño de Junkers Jumo 204 y Napier Deltic, las principales ventajas esperadas eran
- Evitar una pesada culata, ya que el pistón opuesto desempeñaba esta función. Los sistemas de culata y de tren de válvulas también se encuentran entre los elementos más complejos y costosos de los motores convencionales, y son los principales contribuyentes del calor y las pérdidas por fricción.[7][8]
- Permitir el diseño de un motor de dos tiempos de flujo único:[9] ambos pistones comparten una única entrada y salida, con un pistón controlando la admisión y el otro la expulsión de gases (respectivamente los pistones "inferior" y "superior" en el Jumo 204).

Se esperaba que este diseño permitiera obtener un peso reducido y una mayor eficiencia.
Además, esta configuración permite construir motores más planos y compactos.
En el lado de las desventajas, la potencia de los dos pistones opuestos debe engranarse entre sí, agregando peso y complejidad en comparación con los motores más clásicos, en los que los pistones (en cilindros separados) se engranan naturalmente mediante un cigüeñal común.
El flujo unidireccional de gases también se puede lograr con otros diseños más clásicos. En resumen, esto deja el inconveniente del engranaje de potencia de los lados opuestos frente a la ventaja de deshacerse de la culata.

## Configuraciones
Los motores de pistones opuestos no deben confundirse con los motores bóxer, en los que se oponen horizontalmente dos cilindros con un pistón cada uno, y en los que una culata administra la apertura de las válvulas de admisión y escape.
Algunas variaciones de los diseños de pistones opuestos montan un solo cigüeñal. Los motores navales Gobron-Brillié y Doxford usaban un cigüeñal en un extremo de los cilindros y una cruceta para el pistón opuesto. Los desplazamientos de los extremos a menudo eran desiguales, lo que debía corregirse mecánicamente para ayudar a mantener el equilibrio del motor.

Motor Simpson Equilibrado de dos tiempos (1914)

Los motores de camión Commer TS3 de 3 cilindros (diseñados originalmente por Tilling-Stevens) tienen un solo cigüeñal debajo del centro de los cilindros, con ambos pistones conectados por palancas. Este tipo de configuración data al menos de 1914, cuando apareció el motor de gasolina denominado "Simpson de dos tiempos", según se publicó aquel año en la revista "The Motor Cycle". Este diseño se valía de la compresión en el cárter y utilizaba un pistón para abrir el puerto de alimentación y otro para abrir el orificio de escape, lo que permitía que la carga de aire fresco fluyese desde un extremo del cilindro al otro, evitando así la necesidad de corona deflectora para los pistones utilizados en la mayoría de los motores de dos tiempos de la época. Las bielas que operan los pistones permitían un gran desplazamiento del pistón con una manivela más pequeña.
Un diseño más común utilizaba dos cigüeñales engranados juntos, o como en los motores diésel del tipo Napier Deltic, tres cigüeñales, uno en cada esquina, formando cada tres cilindros un triángulo equilátero, a su vez dispuestos en tres bancadas. Fueron utilizados en locomotoras (construidas en Gran Bretaña, tomaron las denominaciones de Class 55 y Class 23) y para propulsar lanchas patrulleras rápidas. 
Ambos tipos ahora están en gran parte obsoletos, aunque la Marina Real británica aún mantiene algunos dragaminas de la clase Hunt con motores Deltic, debido a las mínimas perturbaciones electromagnéticas que generan.
Los primeros motores diésel de pistón opuesto se desarrollaron a principios del siglo XX. En 1907, el ruso Raymond Koreyvo, ingeniero de los Talleres Kolomna, construyó un motor diésel de dos tiempos de pistones opuestos con dos cigüeñales conectados por engranajes. Aunque Koreyvo patentó su motor en Francia en noviembre de 1907, la gerencia no continuaría fabricando motores de pistón opuesto.

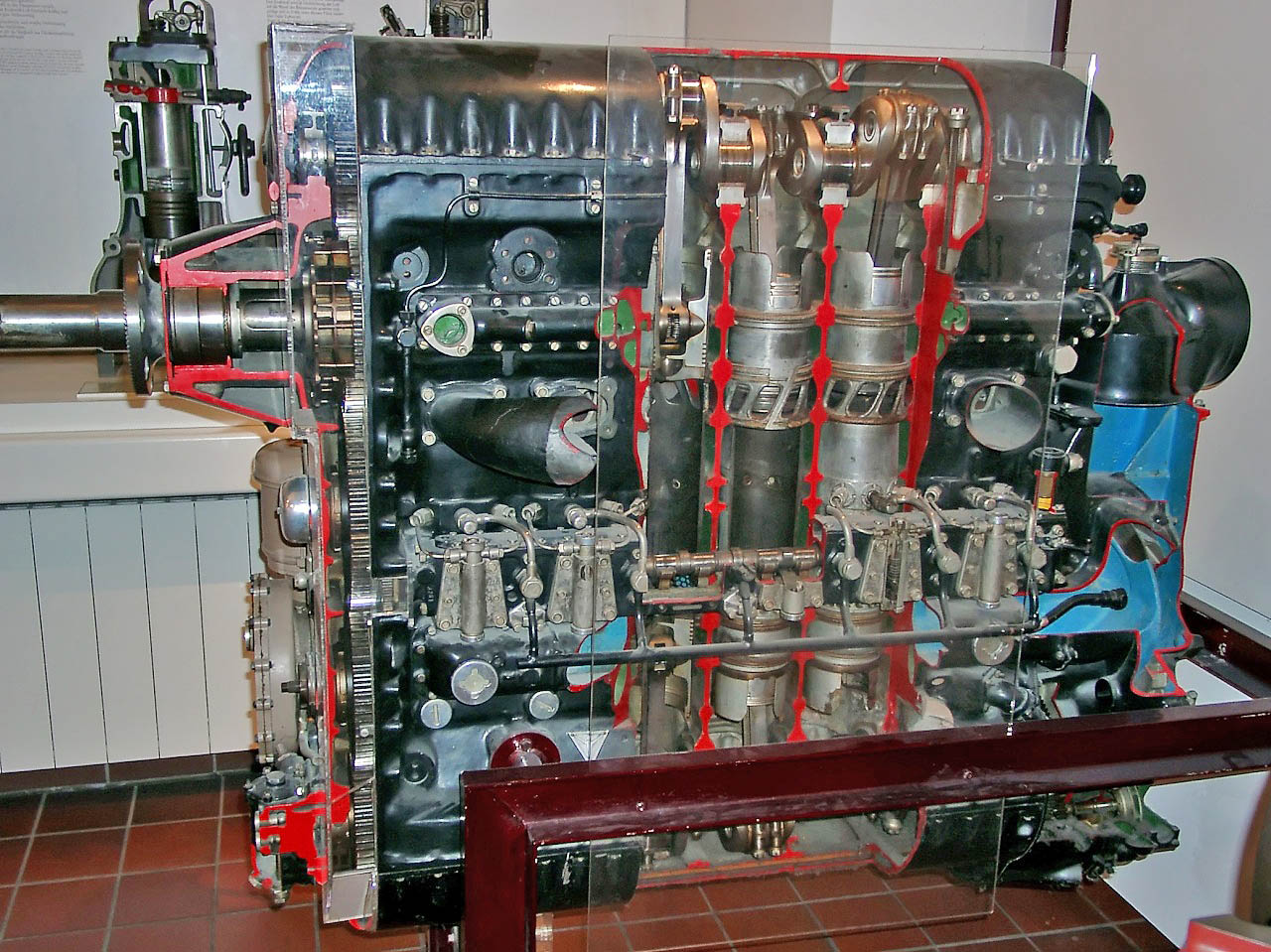
Motor de aviación diésel Junkers Jumo 205

Los primeros motores Junkers tenían un cigüeñal, con los pistones superiores conectados con largas bielas fuera del cilindro. Estos motores fueron los precursores del motor marino Doxford, y este diseño también fue usado para motores de dos y tres cilindros entre 1900 y 1922 por Gobron-Brillié.
Actualmente hay un resurgimiento de este diseño en una configuración bóxer como pequeño motor de aviación diésel, y para otras aplicaciones, llamado motor "OPOC" por Advanced Propulsion Technologies, Inc. de California. Motores posteriores, como el propulsor aeronáutico diésel Junkers Jumo 205 y el motor Achates Power actual, usan dos cigüeñales, uno en cada extremo de una sola bancada de cilindros. Existe una tendencia a reintroducir el motor de avión diésel de pistones opuestos con cigüeñales gemelos para aplicaciones de aviación general, tanto por Dair como por PowerPlant Developments en el Reino Unido.
Esta configuración también se ha utilizado para generadores auxiliares marinos y motores de propulsión marinos más grandes, notablemente los motores diésel Fairbanks-Morse 38 8-1/8 utilizados tanto en submarinos nucleares como convencionales estadounidenses. Fairbanks-Morse también lo utilizó en locomotoras diésel-eléctricas a partir de 1944. Con la adición de un compresor volumétrico o un turbocompresor, los diseños de pistones opuestos permiten obtener motores de dos tiempos diésel notablemente eficientes. Se intentaron construir motores de 4 tiempos que no fueran diésel, pero como no hay culata, la mala ubicación de las válvulas y de las bujías los hace ineficaces.
Los motores Koreyvo, Jumo y Napier Deltic utilizaban un pistón por cilindro para abrir una lumbrera de admisión y el otro para abrir la lumbrera de escape. Cada pistón se conoce como pistón de admisión o pistón de escape, dependiendo de su función a este respecto. Esta disposición proporciona un barrido superior, ya que el flujo de gas a través del cilindro es axial en lugar de radial, y simplifica el diseño de las coronas de los pistones. En el Jumo 205 y sus variantes, el cigüeñal superior sirve para los pistones de escape y el cigüeñal inferior para los pistones de admisión. En los diseños que utilizan múltiples bancadas de cilindros, como el Junkers Jumo 223 y el Deltic, cada cojinete de gran tamaño sirve para una entrada y un pistón de escape, utilizando una biela bifurcada para el pistón de escape.
Doxford Engine Works del Reino Unido diseñó y construyó motores de pistón opuesto de gran tamaño para uso marino. Estos motores difieren en el diseño de los motores Jumo y Fairbanks-Morse al tener bielas externas que unen los pistones superior e inferior, por lo que requieren un solo cigüeñal. El primer motor de este tipo fue desarrollado por Karl Otto Keller en 1912. Doxford obtuvo una única licencia en el Reino Unido de Oechelhauser y Junkers para construir este diseño de motor. Después de la Primera Guerra Mundial, estos motores se produjeron en una serie de modelos, como las series P y J, con potencias tan altas como 20000 CV. Ciertos modelos fueron construidos con licencia en los Estados Unidos. La producción de motores Doxford en el Reino Unido cesó en 1980.

## Montaje y funcionamiento

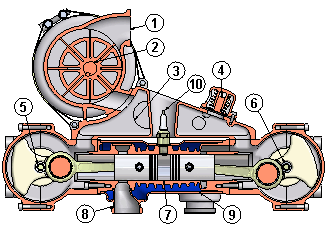
Ejemplo de motor de pistones opuestos:
1. Toma de la mezcla de combustible y aire
2. Sobrealimentación (bomba rotativa de paletas original: Centrix)
3. Cámara de mezcla para amortiguar y distribuir la mezcla
4. Válvula de seguridad para limitar el nivel de presión
5. Mecanismo de la manivela de salida (desfasada unos 20° antes de la admisión para lograr un diagrama de control asimétrico)
6. Mecanismo de la manivela de entrada
7. Cilindro con ranuras de entrada y salida
8. Extractor
9. Camisa de refrigeración por agua
10. Bujía
Otras vistas: Animación (587 kB) y perspectiva.

A la derecha se muestra el diseño de un motor de dos tiempos similar al desarrollado por el ingeniero Kurt Bang en la oficina de Prüssing sobre la base del motor de carreras DKW de antes de la Segunda Guerra Mundial. Hubo dos versiones: una con una cilindrada de 250 cm3 y otra de 350 cm3. El motor tenía dos cilindros con cuatro pistones, dos cigüeñales y un sobrealimentador. Los cigüeñales estaban conectados por engranajes.
El supercargador toma la mezcla de combustible y aire, la comprime y la empuja hacia la caja de aire. Desde aquí alcanza la cámara del cigüeñal. En el lado de salida, enfría el pistón cargado térmicamente. Después de la ignición, los pistones se mueven hacia afuera, realizando la carrera de potencia. Al principio, el pistón de salida abre sus ranuras en el cilindro. La presión restante acelera la columna de gas hacia el escape. Luego el otro pistón abre las ranuras de entrada. La mezcla fresca presurizada expulsa el gas residual restante. Mientras la entrada todavía está abierta, la salida está cerrada. La bomba de sobrealimentación fuerza gas adicional en el cilindro hasta que las ranuras de entrada estén cerradas por el pistón. Luego, comienza la carrera de compresión y el ciclo se repite.
La producción cesó en 1998, pero los ejércitos estadounidenses y británicos todavía compran motores remanufacturados en ocasiones.

## Desarrollos modernos
Varias compañías que actualmente desarrollan motores de pistón opuesto para el mercado de la automoción y otros mercados incluyen EcoMotors, Pinnacle Engines, Achates Power y AB Volvo. A partir de febrero de 2017, el sitio web de EcoMotors permanecía sin actividad. Su propiedad intelectual se puso a la venta con fecha de cierre del 15 de septiembre de 2017. Su estado actual es incierto.
Un fabricante español, INNengine, desarrolló un motor bajo el principio de pistones opuestos que promete conseguir una relación peso/tamaño/potencia nunca antes vista en un motor de combustión interna convencional. La clave para conseguir esta reducción de peso y tamaño fue eliminar el diseño tradicional de pistones conectados a un cigüeñal, reemplazándolos por una leva giratoria donde apoyan las bielas, y contando con una pista de contacto permanente donde el movimiento axial de los pistones se transforma finalmente en movimiento circular sobre un único eje de salida. De llegar a buen puerto este proyecto nacido en Armilla (Granada), su futuro está en los extensores de autonomía para vehículos eléctricos.

## Motor de pistón libre
Una variación del diseño del pistón opuesto es el motor de pistón libre, que fue patentado en 1934 por Raúl Pateras Pescara. No tiene cigüeñal, y los pistones retornan después de cada carrera por compresión y expansión de aire en un cilindro separado. Las primeras aplicaciones se usaban como un compresor de aire o como un generador de gas para una turbina de gas, como en el diseño del motor Pratt & Whitney PT1. Existe un renovado interés en alimentar vehículos usándolo para alimentar un alternador lineal.